# Una tarantola dalla pelle calda
Una tarantola dalla pelle calda (Duett för kannibaler) è un film del 1969, diretto da Susan Sontag.

## Trama
A Stoccolma un impiegato e la sua ragazza si ritrovano coinvolti nelle manipolazioni psicologiche di un famoso tedesco di sinistra e di sua moglie. 